# Насекомые на почтовых марках

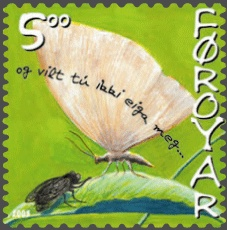
Насекомые на почтовой марке Фарерских островов

Насеко́мые на почто́вых ма́рках — одна из тем коллекционирования почтовых марок, название одного из подразделов тематического коллекционирования знаков почтовой оплаты. Насекомые изображены на почтовых марках многих стран. Данная тематическая категория необычайно широка, ибо включает в себя практически всё разнообразие видов насекомых, обитающих на планете Земля: на почтовых марках многих стран мира изображены бабочки, а также представлены различные жуки, пчёлы и другие насекомые. Возможности современной полиграфии позволяют выполнить миниатюры на почтовых марках весьма качественно и красочно, благодаря чему насекомые на них выглядят необычайно реалистично. Кроме того, появились темы, связанные с насекомыми, например, «программа по искоренению комаров 1960-х годов», а также графические рисунки на основе насекомых. На многих марках изображены бабочки, что в немалой степени способствовало выделению ещё одной темы коллекционирования.
В тематической филателии в разделе фауна в филателии насекомые на марках стали появляться гораздо позже, чем другие крупные и более привлекательные животные. Первая почтовая марка с изображением жука была выпущена в 1948 году в Чили в память о естествоиспытателе Клоде Ге, основная научная работа которого была посвящена Чили: Historia física y política de Chile. С тех пор насекомые стали популярными предметами в филателии. Только на протяжении 1953—1969 годов в мире было выпущено около 100 почтовых марок с изображением жуков. В большинстве случаев в качестве объектов для создания почтовых миниатюр послужили охраняемые, эстетически привлекательные виды. Тем не менее, на некоторых марках изображены вредители. В некоторых случаях из-за чрезмерно упрощённого либо стилизованного рисунка трудно определить, какой вид изображён на марке.

## Насекомые на почтовых марках России

Насекомые на почтовых марках России
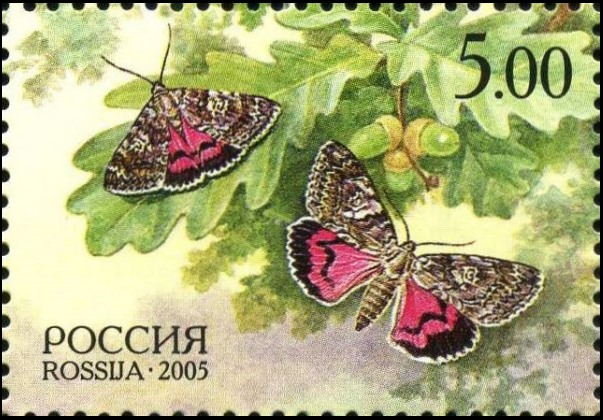
Бабочка «малиновая орденская лента» ( (ЦФА [АО «Марка»] № 1024), 2005 год).
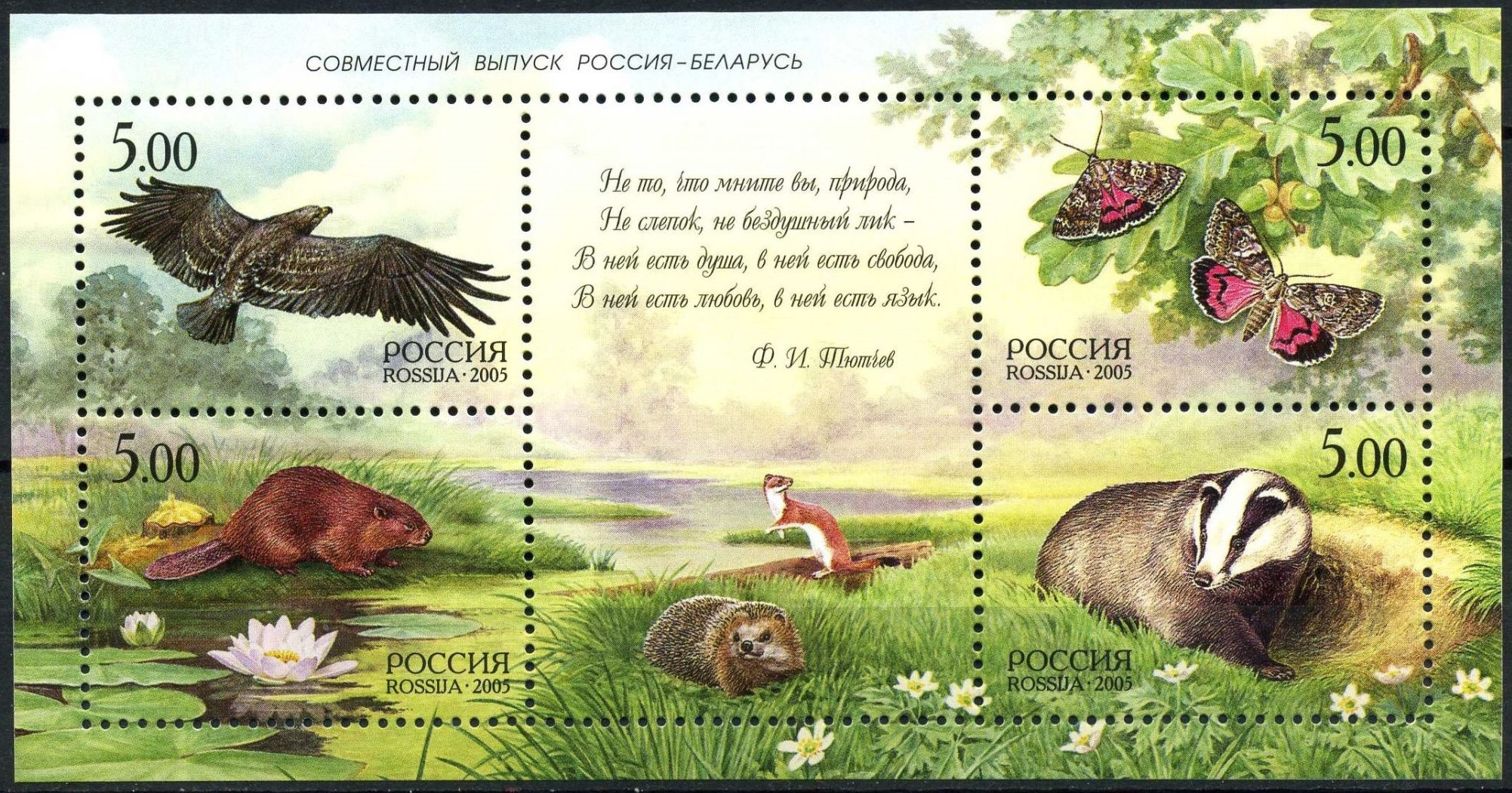
Почтовый блок «Природа». Совместный выпуск Россия — Беларусь: Большой подорлик; Бабочка (малиновая орденская лента); Бобр речной; Барсук (2005).
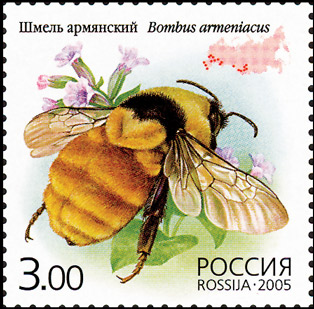
Шмель армянский (2005)
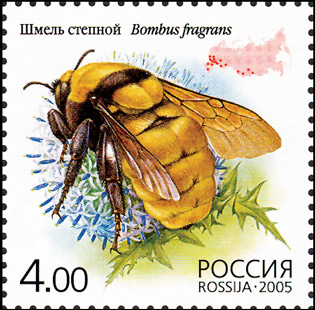
Шмель степной (2005)
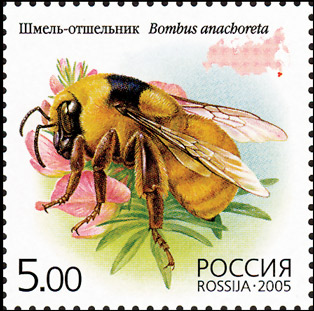
Шмель-отшельник (2005)
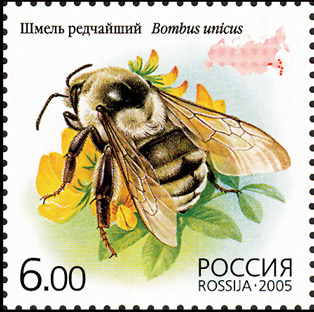
Шмель редчайший (2005)
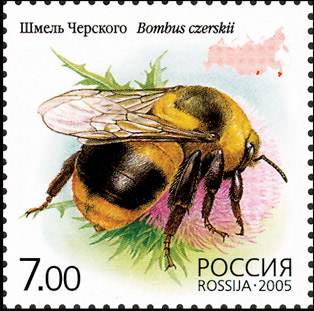
Шмель Черского (2005)
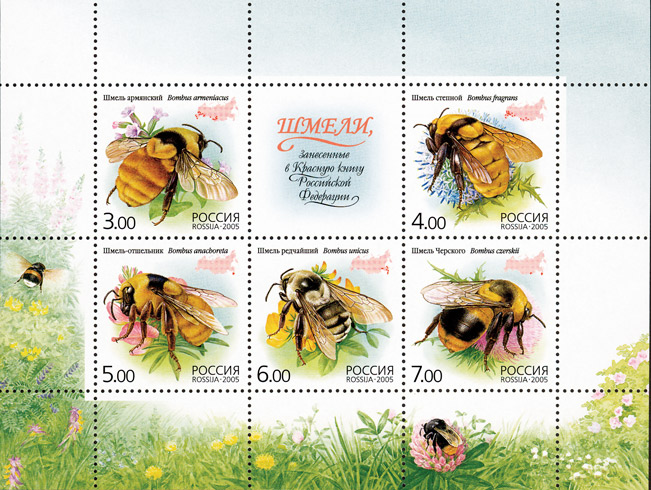
Шмели (2005)

## Насекомые на почтовых марках СССР
Памятные (коммеморативные) почтовые марки, посвящённые бабочкам из Красной книги СССР, выпускались в СССР с 1986 по 1991 год. Знаки почтовой оплаты печатались на предприятиях Гознака Министерства финансов СССР.

Насекомые на почтовых марках СССР
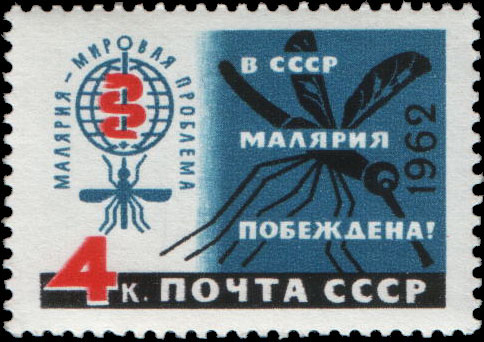
«В СССР малярия побеждена!» ( (ЦФА [АО «Марка»] № 2686), 1962 год).
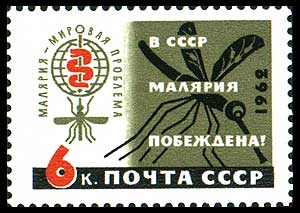
«В СССР малярия побеждена!» ( (ЦФА [АО «Марка»] № 2687), 1962 год).
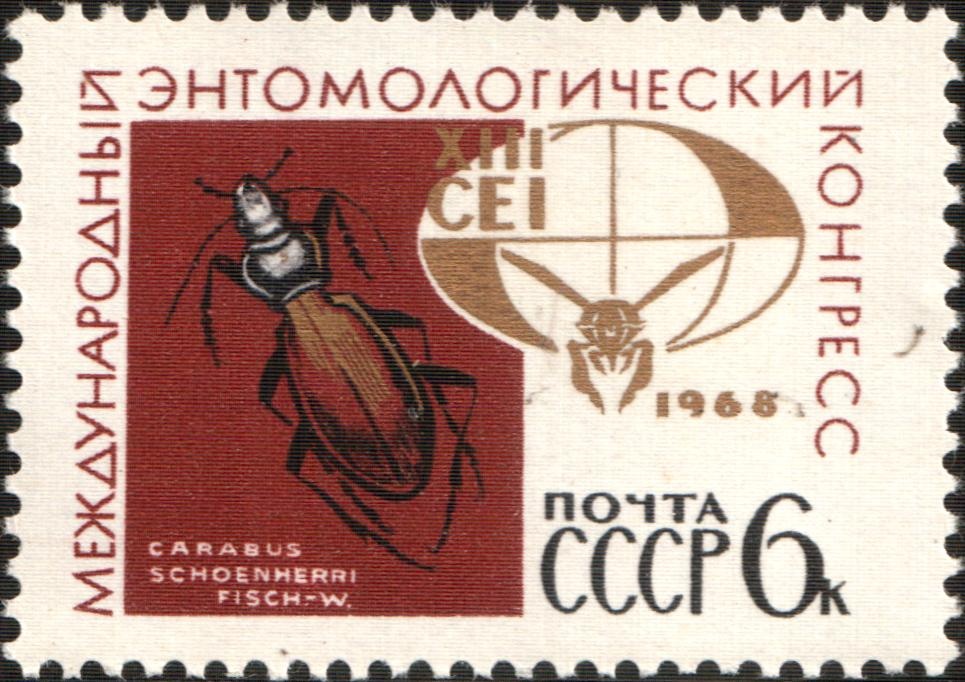
Конгресс по энтомологии ( (ЦФА [АО «Марка»] № 3634), 1968 год).
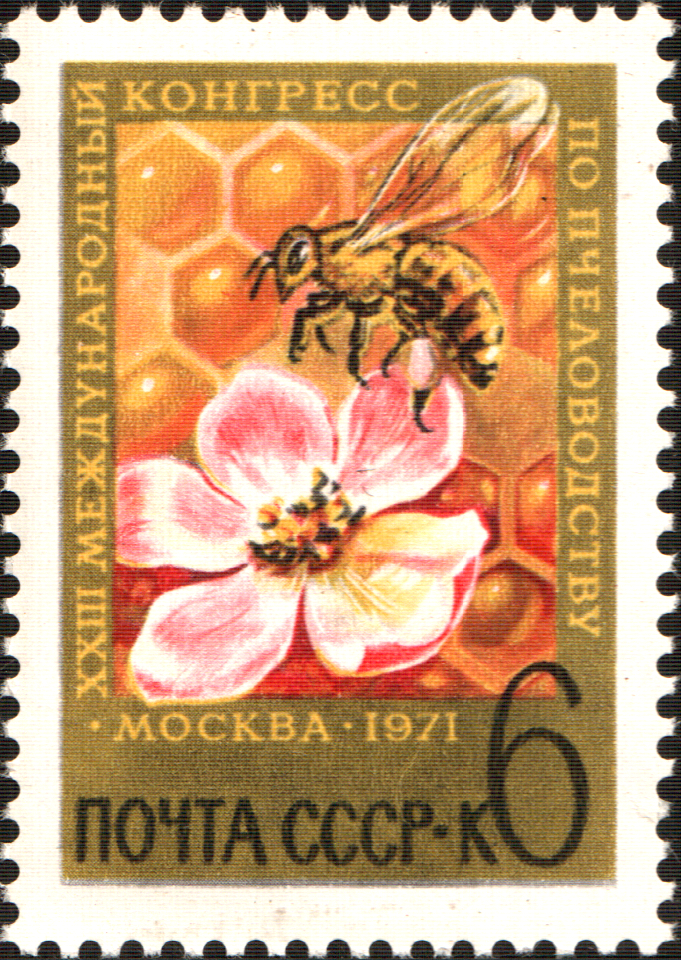
Пчела на цветке яблони ( (ЦФА [АО «Марка»] № 3995), 1971 год).
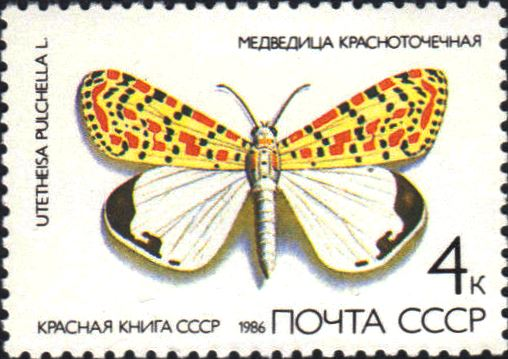
Серия «Красная Книга СССР. Бабочки»: Медведица красноточечная (лат. Utetheisa pulchella) ( (ЦФА [АО «Марка»] № 5705), 1986 год).
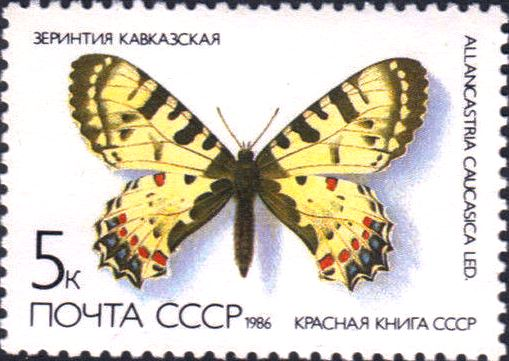
Серия «Красная Книга СССР. Бабочки»: Зеринтия кавказская (лат. Allancastria caucasica) ( (ЦФА [АО «Марка»] № 5706), 1986 год).
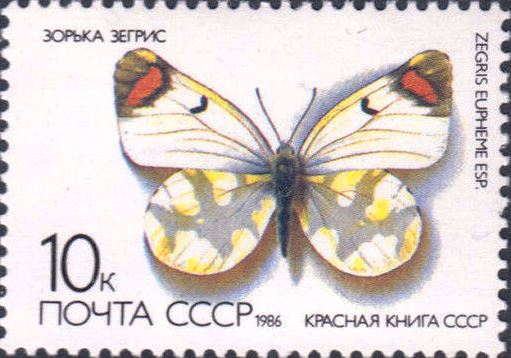
Серия «Красная Книга СССР. Бабочки»: Зорька Зегрис (лат. Zegris eupheme) ( (ЦФА [АО «Марка»] № 5707), 1986 год).
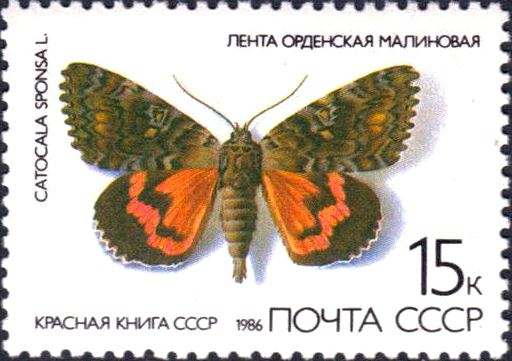
Серия «Красная Книга СССР. Бабочки»: Лента орденская малиновая (лат. Catocala sponsa) ( (ЦФА [АО «Марка»] № 5708), 1986 год).
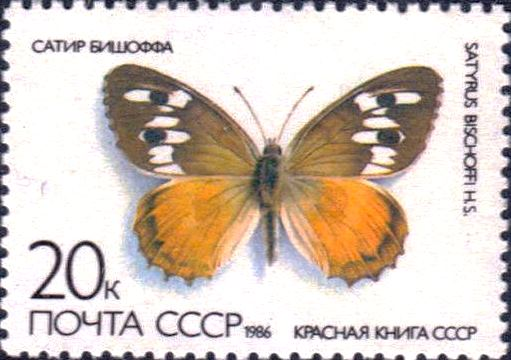
Серия «Красная Книга СССР. Бабочки»: Сатир Бишоффа (лат. Satyrus bischoffii) ( (ЦФА [АО «Марка»] № 5709), 1986 год).
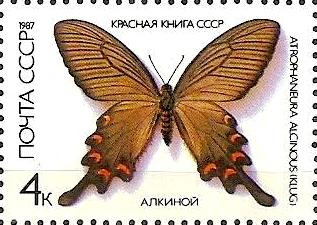
Серия «Красная Книга СССР. Бабочки»: Алкиной ( (ЦФА [АО «Марка»] № 5799), 1987 год).
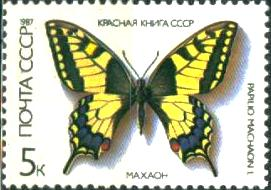
Серия «Красная Книга СССР. Бабочки»: Махаон ( (ЦФА [АО «Марка»] № 5800), 1987 год).
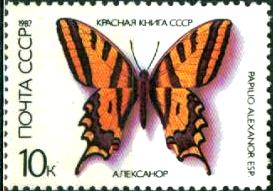
Серия «Красная Книга СССР. Бабочки»: Алексанор ( (ЦФА [АО «Марка»] № 5801), 1987 год).
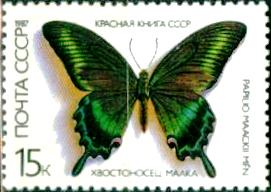
Серия «Красная Книга СССР. Бабочки»: Хвостоносец Маака ( (ЦФА [АО «Марка»] № 5802), 1987 год).
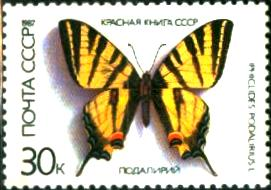
Серия «Красная Книга СССР. Бабочки»: Подалирий ( (ЦФА [АО «Марка»] № 5803), 1987 год).
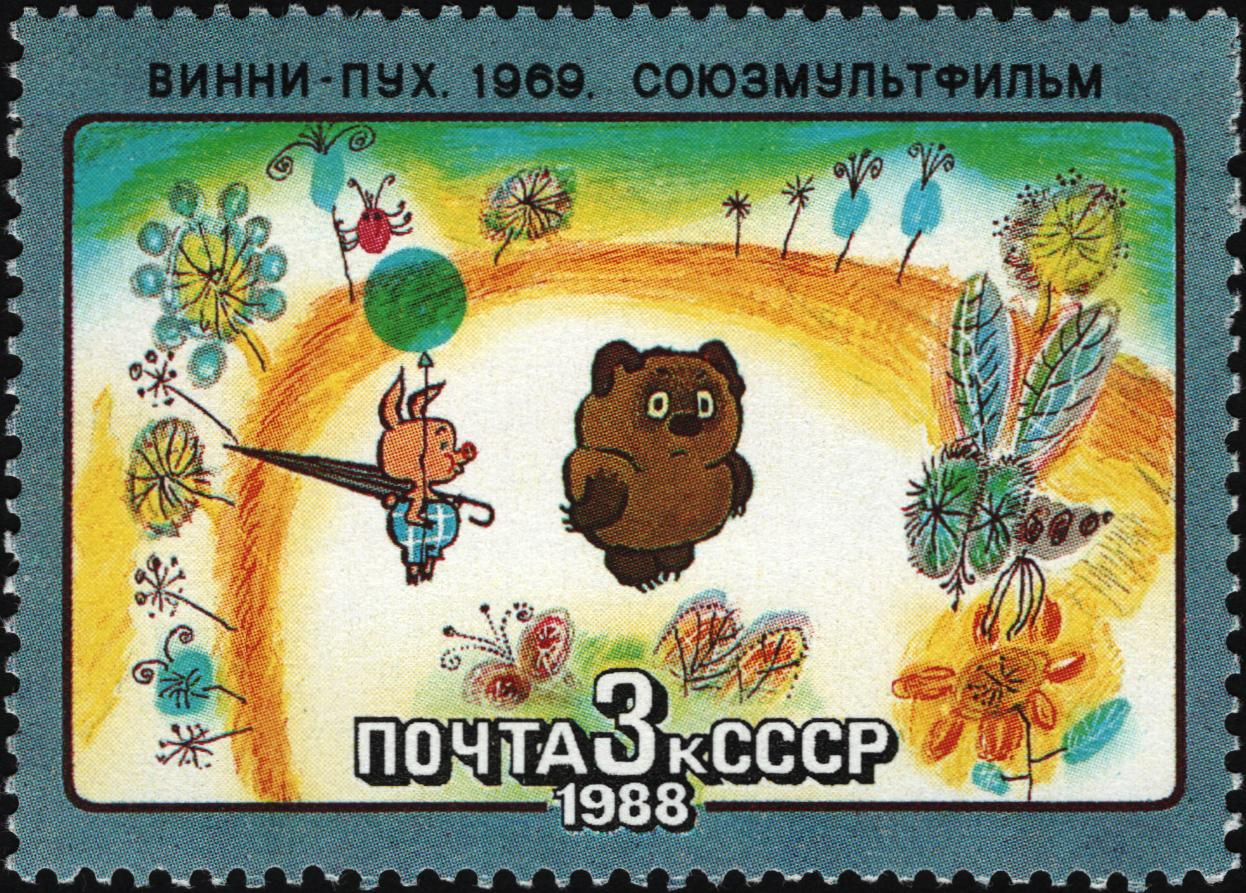
Серия «Союзмультфильм»: Винни-Пух (1969 год) «неправильные пчёлы» ( (ЦФА [АО «Марка»] № 5916), 1988 год).
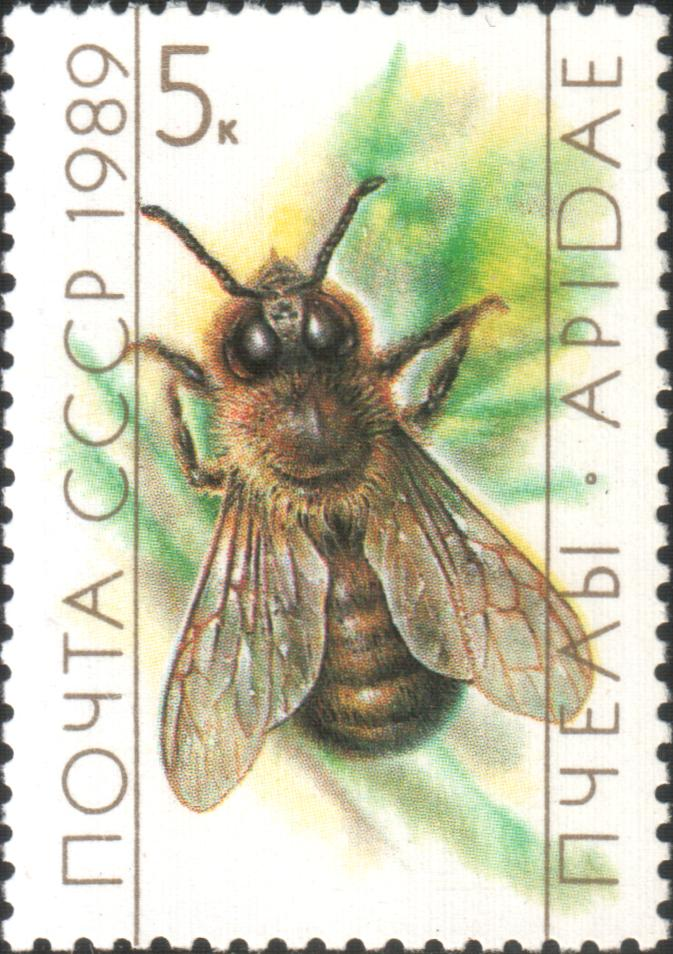
Серия «Пчеловодство»: Трутень( (ЦФА [АО «Марка»] № 6069), 1989 год).
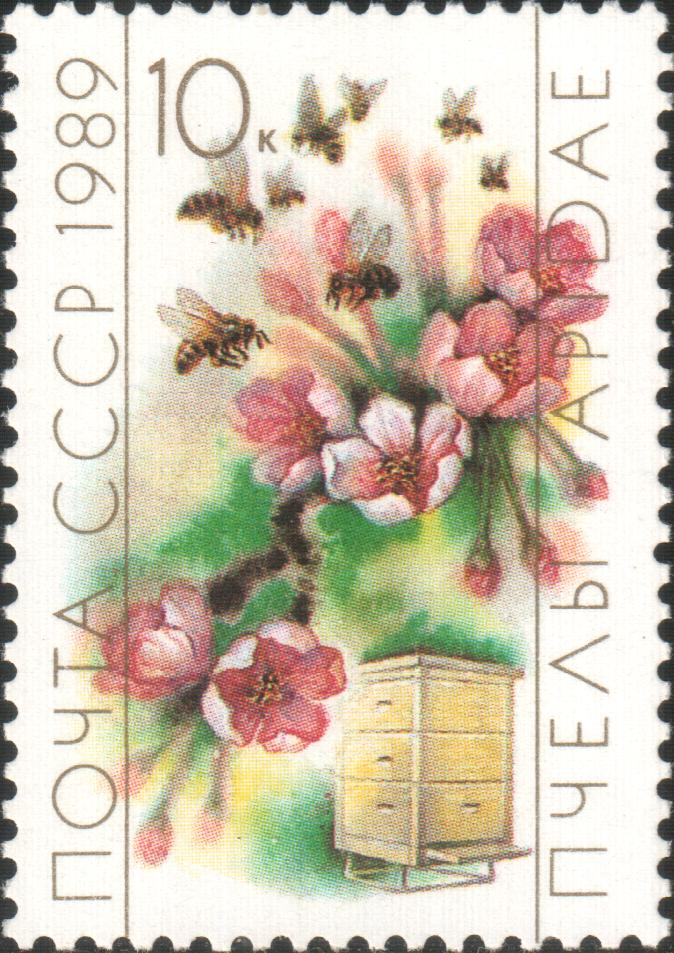
Серия «Пчеловодство»: Рабочие пчёлы( (ЦФА [АО «Марка»] № 6070), 1989 год).
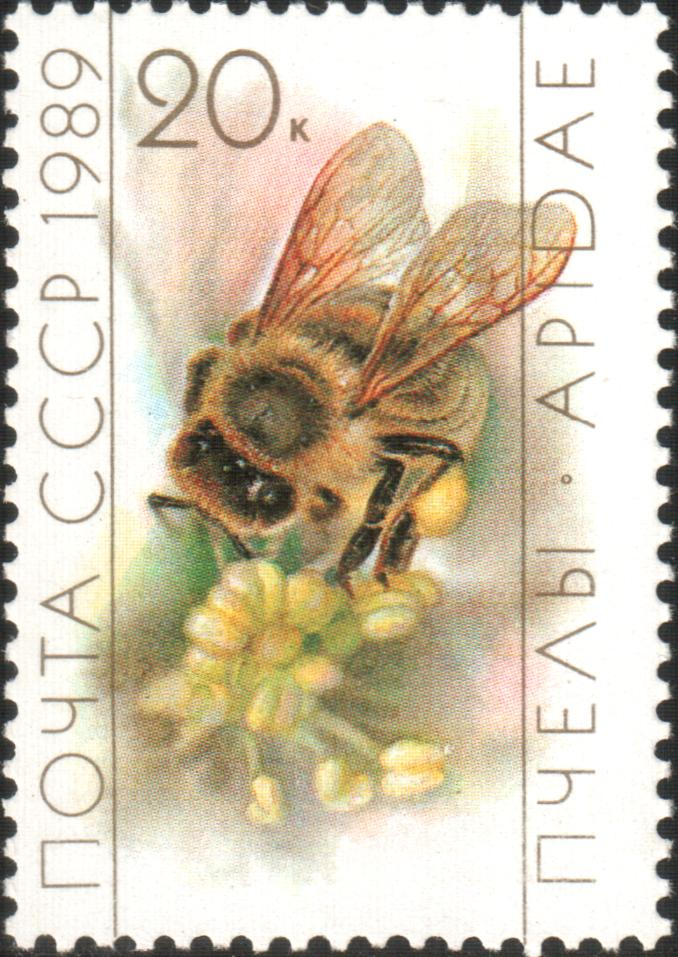
Серия «Пчеловодство»: Рабочая пчела на цветке( (ЦФА [АО «Марка»] № 6071), 1989 год).
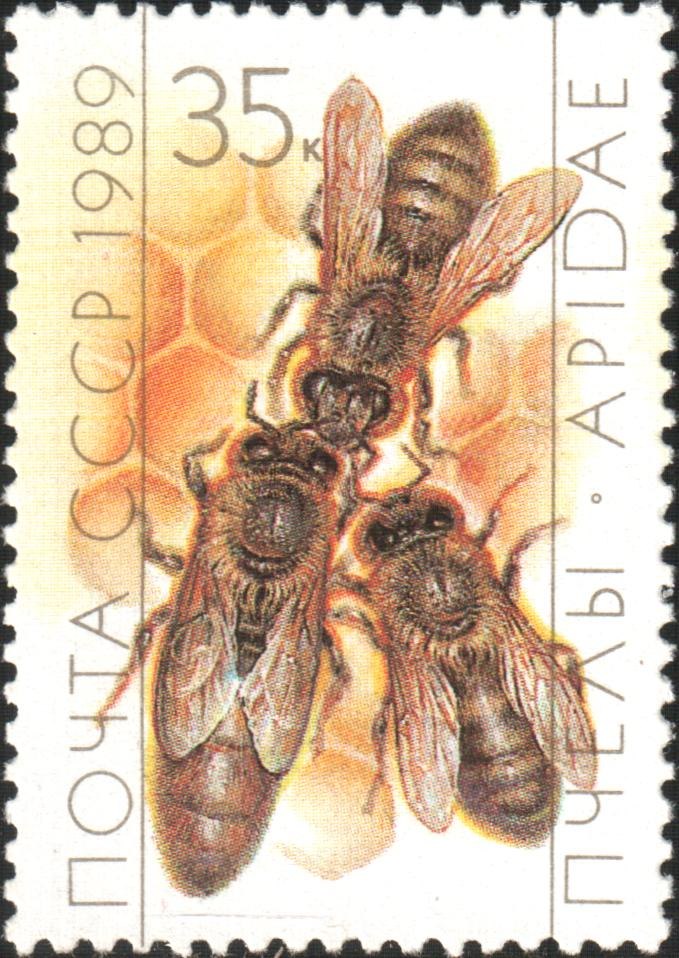
Серия «Пчеловодство»: Матка и рабочие пчёлы( (ЦФА [АО «Марка»] № 6072), 1989 год).
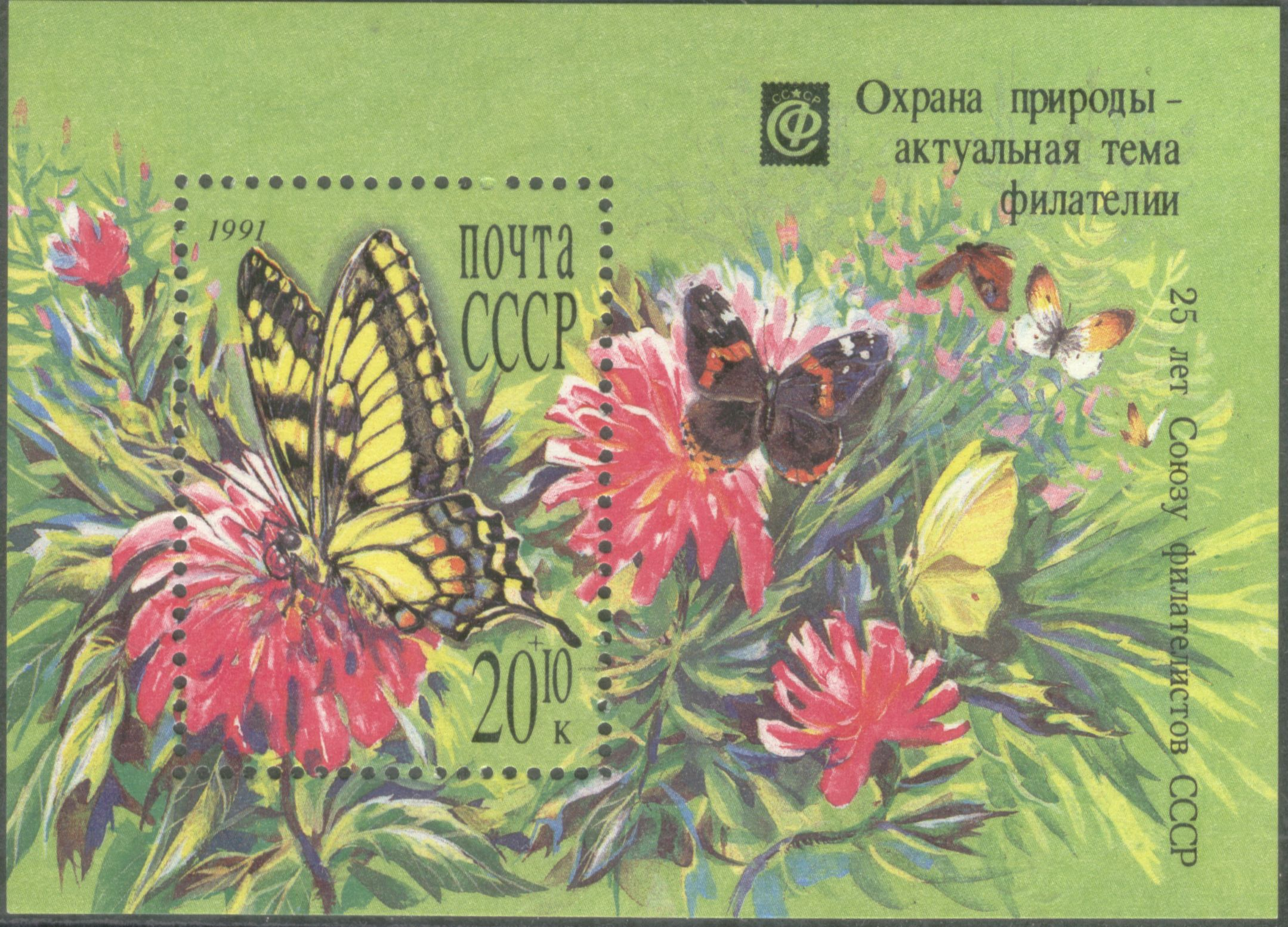
Почтово-благотворительный выпуск в фонд помощи Союзу филателистов СССР (25-летие): почтовый блок «Охрана природы — актуальная тема филателии» ( (ЦФА [АО «Марка»] № 6291), 1991 год).

## Комментарии
1. ↑  Коммеморативные марки — обобщённое название специальных художественных (памятных, юбилейных и других) почтовых марок. Для упрощения терминологии в случаях, когда требуется лишь подчеркнуть, что данная марка не является общеупотребляемой (то есть стандартной), под термином «коммеморативная марка» подразумевают, кроме перечисленных выше, также тематические марки (рисунки которых посвящены определённой теме коллекционирования). Также все упомянутые марки, объединённые термином «коммеморативная», имеют общую черту: как правило, такие марки изготовляются на высоком полиграфическом уровне[6].